# Katie Holmes
Kate Noelle Holmes (sinh ngày 18 tháng 12 năm 1978) là một nữ diễn viên người Mỹ. Lần đầu tiên cô đạt được danh tiếng với vai diễn Joey Potter trong bộ phim truyền hình thiếu niên Dawson's Creek của đài WB từ năm 1998 đến năm 2003.
Cô xuất hiện trong bộ phim kinh dị năm 1998 Disturbing Behaviour, các bộ phim khác bao gồm The Ice Storm của Lý An (1997), bộ phim hài Wonder Boys (2000), bộ phim kinh dị Abandon (2002), bộ phim hài đen tối Pieces of April (2003), Christopher Nolan's Batman Begins (2005), trong đó cô vào vai Rachel Dawes, bộ phim hài Thank You for Smoking (2006), và bộ phim kinh dị Don't Be Afraid of the Dark (2011). Cô cũng biểu diễn tại Broadway trong vở kịch All My Sons của Arthur Miller, và có nhiều vai khách mời trong các chương trình truyền hình như How I Met Your Mother. Các bộ phim gần đây bao gồm Pam Schoenberg trong phim Woman in Gold (năm 2015), nhà thơ lưỡng cực Carla trong bộ phim hài Touched with Fire (2015) và Bobbie Jo Logan Chapman trong bộ phim hài nổi tiếng của Steven Soderbergh Logan Lucky (2017).
Cuộc hôn nhân của cô với nam diễn viên Tom Cruise từ năm 2006 đến năm 2012 đã dẫn tới sự chú ý của giới truyền thông, cặp đôi được gọi là siêu sao và được đặt biệt danh "Tom Kat" ở nhiều quốc gia khác nhau.

## Tiểu sử
Holmes sinh ra ở Toledo, Ohio. Cô là người trẻ nhất trong số năm người con của Kathleen, một người nội trợ và là người từ thiện, và Martin Joseph Holmes, Sr., một luật sư. Cô có ba chị em và một người anh.

## Sự nghiệp
Ở tuổi 14, cô bắt đầu học tại một trường mẫu giáo ở Toledo, dẫn cô đến cuộc thi IMTA (International Modeling and Talent Association) tổ chức tại thành phố New York năm 1996. Cô tốt nghiệp Học viện Notre Dame nữ ở Toledo (cũng là trường cũ của mẹ cô), nơi cô học 4.0. Cô đạt 1310 trong số 1600 trên SAT và được nhận vào Đại học Columbia. Cuối cùng, Holmes đã ký hợp đồng với một đại lý sau khi thể hiện một đoạn đối thoại chuyển thể từ cuốn tiểu thuyết To Kill a Mockingbird. Một băng thử giọng đã được gửi tới giám đốc casting cho bộ phim The Ice Storm năm 1997, do Lý An đạo diễn, và Holmes đã xuất hiện trên màn ảnh rộng trong vai Libbets Casey trong phim, cùng với Kevin Kline và Sigourney Weaver.

## Cuộc sống cá nhân
Holmes hẹn hò với ngôi sao Joshua Jackson, bạn diễn cùng cô trong Dawson's Creek. Cô gặp diễn viên Chris Klein năm 2000. Klein và Holmes đã tham gia vào cuối năm 2003, nhưng vào đầu năm 2005, cô và Klein đã chấm dứt mối quan hệ của họ. Klein và Holmes vẫn là những người bạn ở mức độ khác nhau kể từ khi tan vỡ.
Chỉ một vài tuần sau khi mối quan hệ của cô với Klein kết thúc, Holmes bắt đầu hẹn hò với diễn viên Tom Cruise vào tháng 4 năm 2005. Cô bắt đầu nghiên cứu về Scientology ngay sau khi cặp đôi bắt đầu hẹn hò. Họ đã kết hôn vào tháng 6 năm 2005. Họ có một cô con gái sinh năm 2006. Vào ngày 18 tháng 11 năm 2006, Holmes và Cruise đã kết hôn trong một buổi thảo luận về khoa học gia tại lâu đài Odescalchi thế kỷ XV ở Bracciano, Italy. Nhà báo của diễn viên cho biết đôi vợ chồng này đã "chính thức hoá" cuộc hôn nhân của họ ở Los Angeles vào ngày trước buổi lễ của Ý.
Vào ngày 29 tháng 6, Holmes đã nộp đơn xin ly hôn Tom Cruise ở New York sau 5 năm rưỡi cưới. Chỉ mười ngày sau khi Holmes nộp đơn xin ly dị, ngày 9 tháng 7 năm 2012, luật sư của hai vợ chồng tuyên bố rằng cặp đôi này đã ký một thỏa thuận chính thức ly hôn.

## Vấn đề pháp lý
Vào đầu tháng 3 năm 2011, Holmes đã đưa ra vụ kiện phỉ báng trị giá 50 triệu đô la đối với tạp chí Star sau một câu chuyện che giấu rằng cô đã dùng ma túy. Vụ kiện được giải quyết vào ngày 27 tháng 4 năm 2011, sau đó Star đã viết một lời xin lỗi công khai vào ngày 6 tháng 5 năm 2011 và đã đưa ra một khoản đóng góp đáng kể không tiết lộ cho quỹ từ thiện Dizzy Feet của Holmes.

## Phim ảnh
| Năm  | Tiêu đề                               | Vai                     | Chú thích |
| ---- | ------------------------------------- | ----------------------- | --- |
| 1997 | The Ice Storm                         | Libbets Casey           | First professional role                                                                                         |
| 1998 | Disturbing Behavior                   | Rachel Wagner           | MTV Movie Award for Best Breakthrough Performance Đề cử – Saturn Award for Best Performance by a Younger Actor  |
| 1999 | Go                                    | Claire Montgomery       | |
| 1999 | Teaching Mrs. Tingle                  | Leigh Ann Watson        | Vai chính đầu tiên Đề cử – MTV Movie Award for Best Kiss Đề cử – Teen Choice Award for Film – Choice Chemistry  |
| 2000 | Wonder Boys                           | Hannah Green            | |
| 2000 | The Gift                              | Jessica King            | |
| 2002 | Abandon                               | Katie Burke             | |
| 2003 | Phone Booth                           | Pamela "Pam" McFadden   | |
| 2003 | The Singing Detective                 | Nurse Mills             | |
| 2003 | Pieces of April                       | April Burns             | Đề cử – Satellite Award for Best Actress – Motion Picture Musical or Comedy                                     |
| 2004 | First Daughter                        | Samantha Mackenzie      | |
| 2005 | Batman Begins                         | Rachel Dawes            | Đề cử – Saturn Award for Best Supporting Actress Đề cử – Giải Mâm Xôi Vàng cho Nữ diễn viên phụ tồi nhất        |
| 2005 | Thank You for Smoking                 | Heather Holloway        | |
| 2008 | Mad Money                             | Jackie Truman           | |
| 2010 | The Extra Man                         | Mary Powell             | |
| 2010 | The Romantics                         | Laura                   | Đồng thời là điều hành sản xuất                                                                                 |
| 2010 | Don't Be Afraid of the Dark           | Kim                     | |
| 2011 | The Son of No One                     | Kerry White             | |
| 2011 | Jack and Jill                         | Erin Sadelstein         | Giải Mâm Xôi Vàng cho Cặp đôi màn ảnh tồi nhất/Ensemble Đề cử – Giải Mâm Xôi Vàng cho Nữ diễn viên phụ tồi nhất |
| 2013 | Days and Nights                       | Alex                    | |
| 2014 | Miss Meadows                          | Miss Meadows            | |
| 2014 | The Giver                             | Jonas' Mother           | |
| 2015 | Woman in Gold                         | Pam                     | |
| 2015 | Touched with Fire                     | Carla                   | Đồng thời là đồng sản xuất                                                                                      |
| 2015 | Underdogs                             | Older Laura             | Lồng tiếng Anh                                                                                                  |
| 2016 | All We Had                            | Rita Carmichael         | Đồng thời là đạo diễn và nhà sản xuất                                                                           |
| 2017 | A Happening of Monumental Proportions | Paramedic #1            | |
| 2017 | Logan Lucky                           | Bobbie Jo Logan Chapman | |
| 2018 | Dear Dictator                         | Darlene Mills           | Sau sản xuất |

| Năm        | Tiêu đề                     | Vai                    | Chú thích |
| ---------- | --------------------------- | ---------------------- | --- |
| 1998–2003  | Dawson's Creek              | Joey Potter            | Vai chính; 128 tập Đề cử – Teen Choice Award for Choice TV Actress Đề cử – Teen Choice Award for Choice TV Actress – Drama Đề cử – Teen Choice Award for Choice TV Actress Đề cử – Teen Choice Award for Choice TV Actress – Drama/Action Adventure Đề cử – Teen Choice Award for Choice TV Actress |
| 2001       | Saturday Night Live         | Host (Herself)         | Tập: "Katie Holmes/Dave Matthews Band" |
| 2008       | Eli Stone                   | Grace                  | Tập phim: "Grace" |
| 2011       | The Kennedys                | Jackie Kennedy         | Vai chính; 8 tập |
| 2011, 2013 | How I Met Your Mother       | Slutty Pumpkin (Naomi) | Tập phim: "The Slutty Pumpkin Returns" và "The Poker Game" |
| 2015       | Ray Donovan                 | Paige Finney           | Recurring role (Mùa 3) |
| 2017       | The Kennedys: After Camelot | Jackie Kennedy         | Vai chính; 4 tập; đồng thời là điều hành sản xuất và đạo diễn 1 tập phim. |